# Eng Suey Sun Association
Eng Suey Sun Association is de koepelorganisatie van alle clanverenigingen van Chinezen met de familienaam Wu in de Verenigde Staten. Buiten Noord-Amerika zijn er nog diverse clanverenigingen van de familie Wu die goede banden onderhouden met deze koepelorganisatie. Het kantoor van de organisatie huist zich in het verenigingshuis van Eng Family Benevolent Association (San Francisco). In 2006 heeft de vereniging de Volksrepubliek China, in plaats van de Republiek China, erkend als enige wettige vertegenwoordiger van China.
De naam Eng is de Taishanhua uitspraak van Wu en Suey Sun is de Taishanhua uitspraak van de plaats Xushan (胥山), waar de citang van Wu Zixu is. Wu Zixu wordt gezien als de stamvader van een bepaalde tak van de familie Wu.